# اختطاف كاجارا

ولاية نيجر - نيجريا

اختطاف كاجارا في 17 فبراير 2021، قُتل تلميذ في مدرسة واختطف مسلحون 27 آخرين في حوالي الساعة 3 صباحًا من مدرستهم في كاجارا في ولاية نيجر غرب نيجيريا. كما تم اختطاف ثلاثة من أعضاء هيئة التدريس بالمدرسة و12 من أقاربهم. لم تعلن أي جهة مسؤوليتها عن الهجوم.

## الخطف
داهم مسلحون كلية العلوم الحكومية في منطقة كاجارا بولاية النيجر حوالي الساعة 2 صباحًا.

## استجابة الحكومة
أمر الرئيس النيجيري محمد بخاري الشرطة والجيش بإجراء عملية إنقاذ.
أثناء التحقيق، قال مسؤول أمني مجهول لوكالة الأنباء الفرنسية إنه يعتقد أن المهاجمين ينتمون إلى عصابة إجرامية.
في 19 فبراير أكد حاكم ولاية نيجر أبو بكر ساني بيلو، أن حكومة الولاية كانت في المراحل النهائية من المفاوضات مع قطاع الطرق بشأن إطلاق سراح المعتدين.
في 21 فبراير، كانت طائرة عسكرية في طريقها إلى مينا لمحاولة إنقاذ 42 رهينة. ثم تحطمت الطائرة مما أسفر عن مقتل جميع من كانوا على متنها وعددهم 7. أمر رئيس الأركان الجوية بإجراء تحقيق فوري لتحديد ما إذا كان الحادث عرضيًا أم لا.
في 24 فبراير، أفادت وسائل الإعلام أن الخاطفين كانوا يتفاوضون مع أهالي تلاميذ المدارس المخطوفين من أجل دفع فدية مقابل إطلاق سراحهم. وعرض ممثل عن الوالدين دفع فدية قدرها 2.7 مليون نيرة. طالب زعيم الخاطفين الذي تم تحديده في وسائل الإعلام على أنه دوجو جيد، بإجراء اتصالات هاتفية مع الوالدين حتى يتمكن من التفاوض مع كل منهم مباشرة. أصرت حكومة ولاية نيجر على أنها ما زالت تشارك في مفاوضات مع الخاطفين من أجل الإفراج غير المشروط عن المختطفين.

## إطلاق السراح
في 27 فبراير 2021 أعلنت حكومة ولاية نيجر أن جميع الأشخاص الـ 42 الذين تم اختطافهم من مدرسة كيجارا قد أطلق سراحهم من قبل قطاع الطرق واستقبلتهم حكومة ولاية نيجر.